# 青蛙蛋糕
青蛙蛋糕（英語：Frog cake）是一種青蛙頭造型的點心，主要以海綿蛋糕和刨冰熔化後組成。1922年由巴爾福麵包店發明，並快速受到當地南澳大利亞州人的歡迎。
起初，青蛙蛋糕只有綠色的，但后来也出现棕色和粉红色的青蛙蛋糕並发展出其他種類，比如季节性的雪人和复活节小鸡。青蛙蛋糕被称为“独一无二的南澳大利亚人”，并且被用来推销南澳大利亚州。 鉴于其文化意义，2001年，青蛙蛋糕被南澳国家信托公司列为南澳大利亚遗产图标。

## 成份

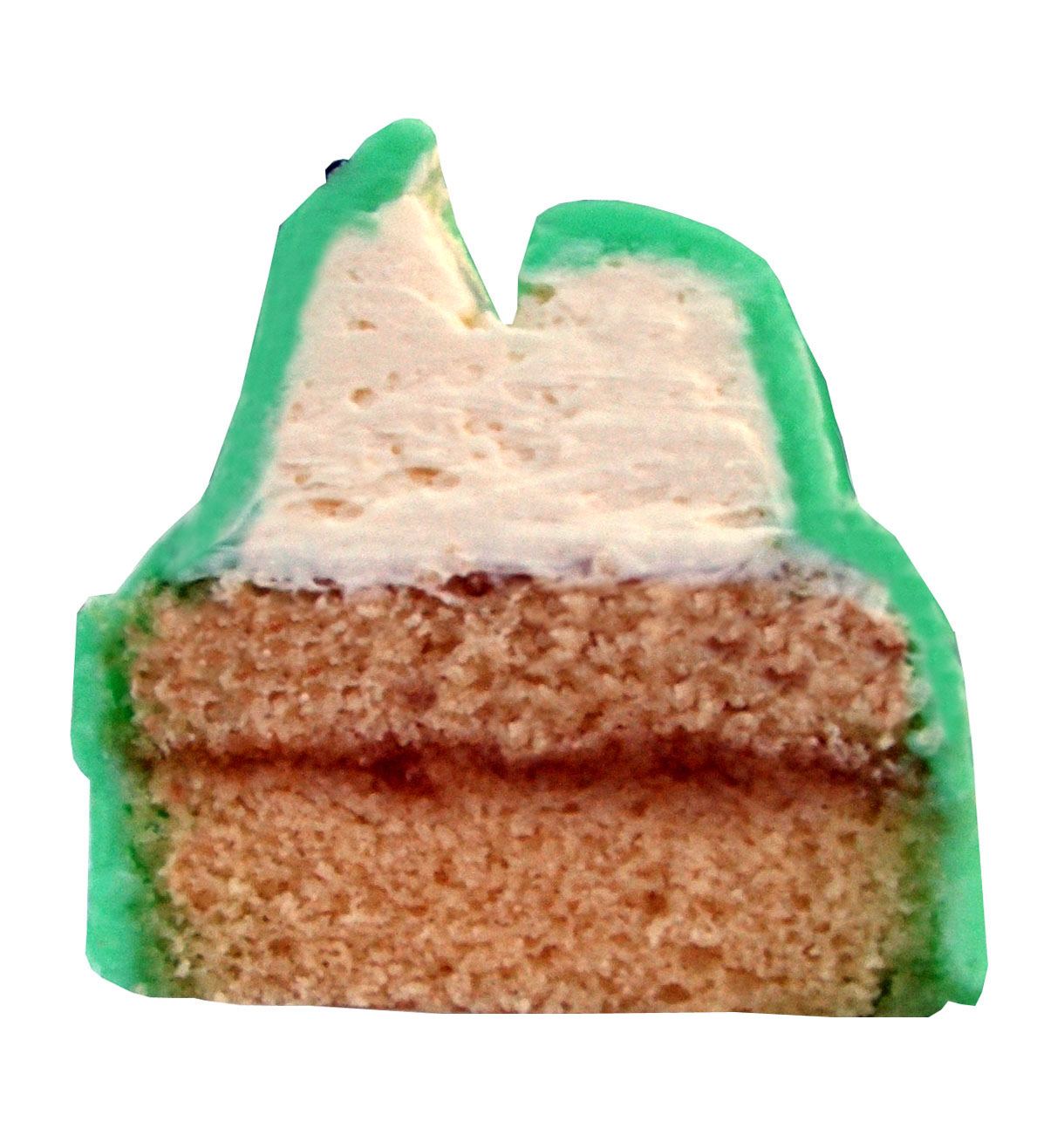
青蛙蛋糕切面

青蛙蛋糕是一种小点心，形状类似一只张开嘴巴的青蛙。青蛙蛋糕的基部是海绵蛋糕，蛋糕中心含有果酱，顶部是人造奶油，外层覆盖着厚厚的糖霜。今天的食谱与20世纪20年代蛋糕首次制作时所使用的食谱相同。制造青蛙蛋糕时，要将大块的海绵蛋糕饼用机械切割成一定的形状，然后用染了色的糖霜覆蓋，青蛙蛋糕的开口需要用热刀切割形成。蔗糖制成的青蛙眼睛是人工加上的，最后制作完成的甜点会放在纸盘中；外部的糖霜通常是棕色，绿色或粉色的，但是在某些特殊情况下，颜色可以是红色或黄色。

## 歷史
20世纪20年代初约翰·巴尔福（John Balfour）的侄子戈登·巴尔福（Gordon Balfour，巴尔福面包店的联合创始人之一）前往法国旅行，从欧洲糖果中发现了制作青蛙蛋糕的灵感。在阿德莱德，茶室仍然很受欢迎，但1922年戈登返回阿德莱德后，巴尔福面包店引进了青蛙蛋糕，它很快就被称为巴尔福面包店的吉祥物，在早期，青蛙蛋糕仅在南澳大利亚销售，但现在不論在维多利亚州、新南威尔斯州或者昆士兰州，也有青蛙蛋糕出售。
最初的青蛙蛋糕是绿色的，后来出现了巧克力色和粉红色的版本，但绿色饿青蛙蛋糕仍然是最受欢迎的选择。另外，尽管青蛙形状占主导地位，但是在特殊的场合也有略有不同的设计。例如圣诞节期间会制作雪人蛋糕以及复活节期间会制作“小鸡”蛋糕。阿德莱德足球俱乐部的图标中也将青蛙蛋糕的颜色包含在内。
青蛙蛋糕一直被认为是南澳大利亚州的标志，有时会被用来帮助推销南澳大利亚。例如，2001年，在琼·霍尔（Joan Hall）成功地赢得了2007年阿德莱德世界警察和消防员竞赛时，比赛裁判员们都被赠送了青蛙蛋糕。虽然已经有了一些笨拙和讽刺的建议来建立青蛙蛋糕的纪念碑，比如由彼得·戈尔斯（Peter Goers）制作的纪念像，但对于青蛙蛋糕，一个更为现实的认可是在2001年，南澳大利亚国家信托基金在南澳建立165周年之际，将青蛙蛋糕列入国家遗产名录。
巴尔福面包店的青蛙蛋糕曾经销售火爆，销售额也因为公司经营外部环境的变化而不断刷新纪录。当公司在2000年被兼并时，雷克·雅日在《广告人报》中呼吁人们通过购买蛋糕来支持公司。公司销售额翻了一番，达到“历史最高点”。同样地，2001年青蛙蛋糕成为南澳大利亚的标志之后，销售额也有显著的增长。青蛙蛋糕的成功也导致了模仿，因此，巴尔福公司在2001年将产品的名称和形状都注册为商标。